# 임백천의 백뮤직
《임백천의 백뮤직》은 KBS 해피FM(수도권 FM 106.1MHz, AM 603kHz)에서 매일 낮 12시부터 오후 2시까지 방송되는 연예오락 전문 라디오 프로그램이다. 이 프로그램은 수도권 지역에서만 방송되며 지방에서는 KBS 쿨FM에서 전국으로 송출되는 《이은지의 가요광장》이 방송·편성된다.

## DJ
- 방송인 임백천 (남)

## 임시 DJ
- 임지훈 (2021년 7월 5일 ~ 19일)[1]

## 코너
매일 코너
- 사연과 신청곡
- 보물찾기
- 박PD 어쩔
- 고독한 식객
- 백종환의 가사 읽어주는 남자

요일별 코너
- 화요일 : Live도 식후경
- 수요일 : Live도 식후경
- 금요일 : 야! 너두 반말할 수 있어
- 토요일 : 노닥노닥 요플레이
- 일요일 : 임진모의 식스센스

## 같이 보기
- 연예오락
- 정오의 희망곡 김신영입니다 (MBC FM4U)
- 이수영의 12시에 만납시다 (CBS 음악FM)
- 이효주의 싱싱라디오 (BBS FM)